# Palais épiscopal catholique de Mostar
Le palais épiscopal catholique est situé en Bosnie-Herzégovine, sur le territoire de la ville de Mostar. Construit en 1906, il est inscrit sur la liste provisoire des monuments nationaux de Bosnie-Herzégovine.